# رؤية استكشاف الفضاء

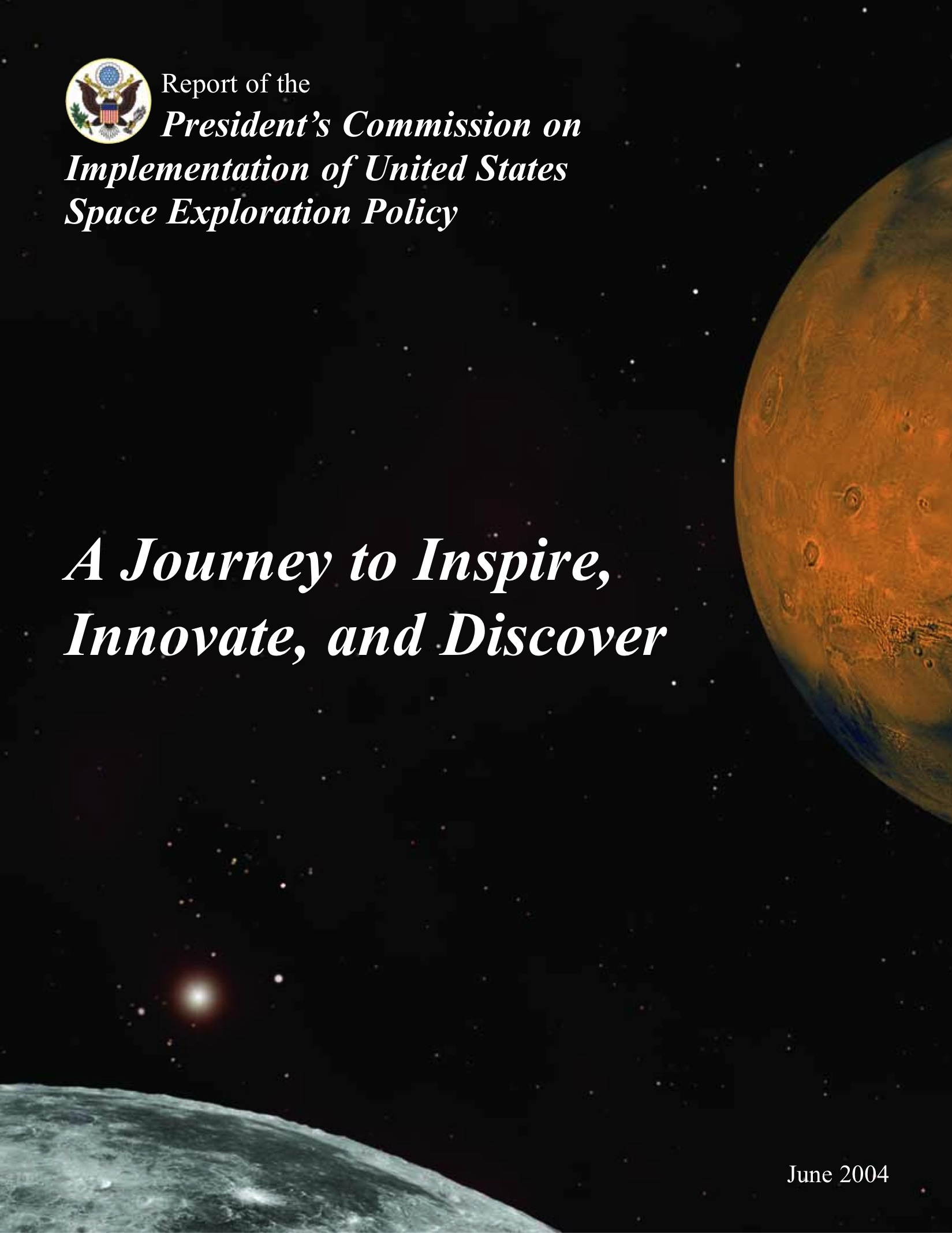

الرؤية لاستكشاف الفضاء (بالإنجليزية: The Vision for Space Exploration)، وهي خطة وُضعت لاستكشاف الفضاء وأُعلن عنها يوم 4 يناير عام 2004 بواسطة الرئيس الأمريكي جورج دبليو. بوش. استُبدلت هذه الرؤية بسياسة الفضاء التابعة لإدارة باراك أوباما في يونيو عام 2010.

## الملخص
سعت رؤية استكشاف الفضاء إلى تنفيذ برنامج فضائي مستدام بتكلفة في متناول اليد متضمنًا إرسال البشر والروبوتات لاستكشاف المجموعة الشمسية وما بعدها، ولمد الوجود البشري في المجموعة الشمسية عن طريق العودة إلى القمر مرةً أخرى بحلول عام 2020 تحضيرًا للبعثات المأهولة لاستكشاف المريخ وغيره من الكواكب، ولتطوير تقنيات مبتكرة، ومعارف، وبنية تحتية لاستكشاف الفضاء بالإضافة إلى المساعدة في اتخاذ القرارت الخاصة بتحديد وجهات بعثات الفضاء الاستكشافية المأهولة الأخرى، ولتعزيز المشاركة الدولية والتجارية في بعثات الفضاء الاستكشافية لدعم المصالح العلمية، والأمنية والاقتصادية للولايات المتحدة.
سعيًا وراء هذه الأهداف، حثت هذه الرؤية على الآتي: إكمال محطة الفضاء الدولية بحلول عام 2010، إنهاء برنامج المكوك الفضائي عام 2010، تطوير مركبة فضائية جديدة عام 2008 عُرفت باسم مركبة الاستكشاف المأهولة (CEV)، التي سُميت لاحقًا بمركبة أوريون، وتنفيذ أول بعثة فضائية مأهولة لها عام 2014، استكشاف القمر في بعثات المركبات الفضائية الروبوتية بحلول عام 2008 وفي الرحلات المأهولة بحلول عام 2020، مع الاستعانة ببعثات القمر الاستكشافية لاختبار الأساليب والتقنيات الجديدة التي يمكن أن تفيد خلال البعثات الاستكشافية المستدامة للمريخ وغيره من الكواكب، واستكشاف المريخ والكواكب الأخرى من خلال البعثات الروبوتية والمأهولة، والسعي على تحقيق خدمات النقل التجاري لدعم محطة الفضاء الدولية والبعثات الفضائية الأخرى الأبعد من المدارات الأرضية المنخفضة.
ولتحديد بعض مزايا هذه الرؤية، تناول الرئيس الأمريكي جورج دبليو. بوش الآتي:
«يمكن أن نقلل من تكلفة البعثات الفضائية الاستكشافية كثيرًا من خلال مد الوجود البشري على سطح القمر، وهذا يمكِّننا من تنفيذ البعثات الطامحة المستقبلية. يعَد رفع المركبات الفضائية الثقيلة المزودة بالوقود في نطاق الجاذبية الأرضية أمرًا مُكلفًا. ولكن ستتمكن المركبة الفضائية المُجمَّعة والمُزودة بالوقود، على سطح القمر من الإفلات من جاذبيته المنخفضة باستخدام طاقة أقل، وبالتالي ستكون التكلفة أقل بكثير. يعتبر القمر أيضًا موطنًا للعديد من الموارد. وتحتوي تربته على المواد الخام التي يمكن الحصول عليها لاستغلالها في إنتاج وقود الصواريخ أو الهواء الصالح للتنفس. ويمكننا أن نستغل وجودنا على سطح القمر في تطوير التقنيات والأساليب والأنظمة الجديدة واختبارها، ما يسمح لنا بتنفيذ بعثات استكشافية في بيئات أخرى أكثر صعوبة».
كان أحد أهم الأهداف الخاصة ببرنامج «كونستليشن» الفضائي هو اكتساب الخبرة في العمل خارج البيئة الأرضية، وكما أكد البيت الأبيض: «ستُعتبر دورةً تدريبية على الرحلات الاستكشافية طويلة الأمد». تعتبر المعززات الصاروخية من نوع «آريس» -التي تجعل للصاروخ آريس 5 قدرةً هائلة على حمل الحمولات الضخمة التي لم يسبق لها مثيل- أحد الأساليب الفعالة من ناحية التكلفة التي يمكن استخدامها في نقل الموارد الخاصة ببعثات الفضاء الاستكشافية إلى القمر الذي يتميز بجاذبيته المنخفضة. ويمكن أن تُستغل بيئة القمر لتكون أحد الأساليب الفعالة من ناحية التكلفة في إقامة مراكز التزود بالوقود، وتشييد المركبات الخاصة بالبعثات الاستكشافية المستقبلية وإطلاقها، مع استغلالها في الوقت نفسه لتكون أرضية اختبار للعديد من العمليات والمناورات الفضائية المختلفة. وعلى سبيل المثال، يمكن أن تنقل بعثات الصاروخ آريس 5 المواد الخام للمركبات الفضائية والبعثات المستقبلية بطريقة فعالة من ناحية التكلفة إلى منصة فضائية حول القمر تعمل باعتبارها وزنًا معادلًا لمصعد فضائي خاص بسطح القمر.
أشارت ناسا إلى خطط أخرى لإرسال البعثات المأهولة إلى الجانب البعيد من القمر. هبطت كافة البعثات التابعة لبرنامج أبوللو الفضائي على الجانب القريب من القمر. يمكن إنتاج بعض المنتجات الفريدة على سطح القمر حيث الفراغ الشديد غير المحدود تقريبًا، ويمكن أن نستغل بُعد القمر عن الأرض أيضًا في إجراء بعض التجارب الخطيرة من الناحية الحيوية، والتي تحتاج إلى بيئة منعزلة تمامًا عن الأرض. يمكن أن يصبح القمر أيضًا أرضية اختبار لتطوير أساليب «استخدام الموارد في الموقع» أو «الاكتفاء الذاتي» للمستعمرات البشرية الخارجية المُخطط لها أن تستمر بشكل دائم.
نُشرت ورقة موقف بواسطة جمعية الفضاء الوطنية (NSS) لتوضيح ضرورة اعتبار بعثات العودة إلى القمر ضمن البعثات الفضائية ذات الأولوية القصوى، وهذا للبدء في تطوير معرفتنا بالقمر وتحديد الصناعات الفريدة التي يمكن تنفيذها هناك. تعتقد الجمعية أن القمر يمكن أن يكون مستودعًا لتاريخ كوكبنا وربما لمستقبله أيضًا، وأن بعثات أبوللو الستة التي هبطت على سطح القمر احتكت فقط بسطح هذا «الكنز» كما وصفته الجمعية. ويعتبر الجانب البعيد من القمر، وفقًا للجمعية، موقعًا مثاليًا لعلم الفلك الراديوي، فهو في حماية دائمة من عوامل التشويش الأرضية، فعلى سبيل المثال، يستحيل العثور على أي إشارات في نطاق 1 إلى 10 ميغاهيرتز على سطح الأرض بسبب تداخلها مع الغلاف الأيوني (الأيونوسفير) للأرض.
حازت هذه الرؤية، عندما أُعلن عنها في يناير عام 2004، على انطباعات إيجابية وسليبة من الكونغرس الأمريكي والمجتمع العلمي. وعلى سبيل المثال، قال النائب ديف ويلدون عن هذه الرؤية: «أعتقد أنها أفضل ما حدث للبرنامج الفضائي منذ عقود». ولكن صرح عالم الفيزياء روبرت إل. بارك المعروف بمناهضته لبعثات الفضاء المأهولة: «تعمل المركبات الفضائية الروبوتية بشكل ممتاز، وسيكون من الصعب تبرير إرسال البشر للفضاء»، ووضحت الرؤية التي أعلن عنها رئيس الولايات المتحدة: «ستسبق البعثاتُ الفضائية الروبوتية البعثاتَ المأهولة، فتكون كالحارس الذي يتقدم عبر المجهول لضمان سلامة رواد الفضاء». ورأى الآخرون، مثل أعضاء جمعية المريخ، أنه من المنطقي أن نتجنب العودة إلى القمر، وبدلًا من ذلك، نبدأ في التركيز على الذهاب إلى المريخ أولًا.
لم تتضح نية الكونغرس الأمريكي على موافقته وتمويله لهذه الرؤية خلال أغلب فترات عام 2004. ولكنه مرر قانون إنفاق، في نوفمبر عام 2004، لمنح ناسا 16.2 مليار دولار، وهو المبلغ الذي أراد الرئيس الأمريكي جورج بوش أن يبدأ به تنفيذ هذه الرؤية. ووفقًا لمدير وكالة ناسا وقتها: «كان قانون الإنفاق هذا تأييدًا قويًا، كما كنا نعتقده جميعًا، لرؤية استكشاف الفضاء». ففي عام 2005، مرر الكونغرس الأمريكي قانون تفويض ناسا لعام 2005 (S. 1281)، الذي يؤيد هذه الرؤية بشكل رسمي صريح.
يعَد مدير وكالة ناسا السابق مايكل غريفيث أحد أكبر الداعمين لهذه الرؤية، ولكنه أجرى عليها بعض التعديلات موضحًا أنه أراد أن يقلل من الفجوة الزمنية التي تصل إلى أربع سنوات بين انتهاء برنامج المكوك الفضائي وأول بعثة مأهولة لمركبة الاستكشاف المأهولة (CEV).

## المعمارية القمرية
تلعب المعمارية القمرية لناسا دورًا مؤثرًا في استراتيجيتها للاستكشاف الشامل، والمعروفة أيضًا برؤية استكشاف الفضاء. كان مستكشف القمر المداري الذي أُطلق في يونيو عام 2009 على متن الصاروخ أطلس 5 أول جزء من هذه المعمارية القمرية. انتهت مراجعة التصميم الأولي لهذه المركبة الفضائية في فبراير عام 2006، وانتهت مراجعة تصميمها النهائي في نوفمبر من نفس العام. ستهتم المركبة بالبحث عن المزيد من الأدلة على أن التركيزات المرتفعة للهيدروجين المُكتشف على سطح القمر عند قطبيه موجودة على صورة ثلوج قمرية، وستعتبر هذه العملية أحد أهم المهام الخاصة بالمركبة. وكان من المُقدَّر للبعثات القمرية الأخرى، التالية لهذه البعثة، أن تستخدم الصواريخ الجديدة من طراز آريس 1 وآريس 5.